# Khách sạn Bohema
Hotel Bohema là một khách sạn 5 sao được đặt trong một tòa nhà lịch sử tại số 9, đường Konarskiego, ở trung tâm thành phố Bydgoszcz, Ba Lan. Tòa nhà được đăng ký trong Danh sách Di sản của Kuyavian-Pomeranian.

## Vị trí
Tòa nhà nằm ở phía tây của đường Konarskiego ở Bydgoszcz, gần đường Piotra Skargi. Tòa nhà nằm cạnh Công viên Casimir Đại đế, Plac Wolnosci và Đài phun nước "Potop". 

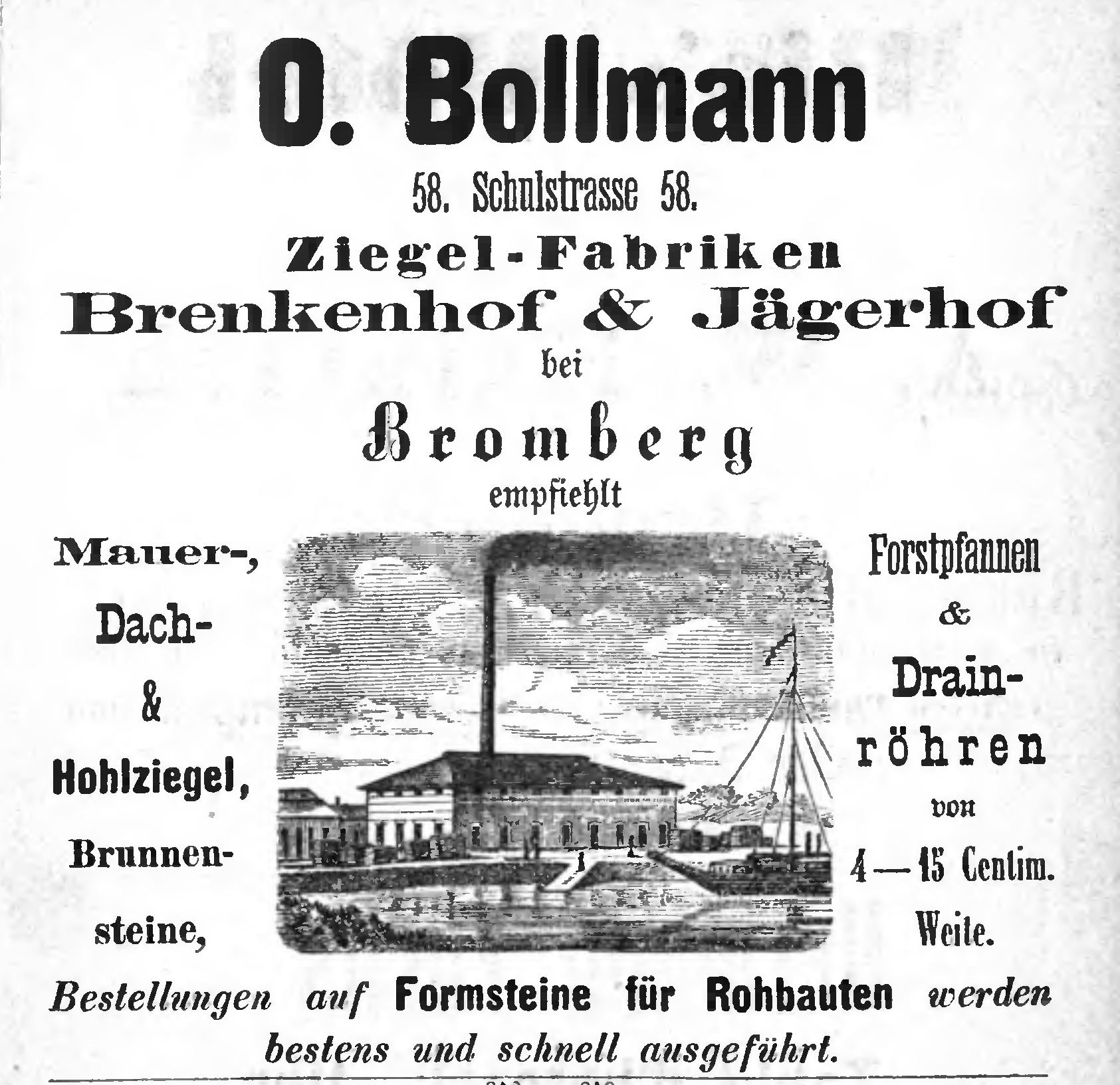
Quảng cáo cho doanh nghiệp Otto bollmann, 1878

## Lịch sử
Tòa nhà được xây dựng vào năm 1877 bởi bậc thầy xây dựng Anton Hoffman, cha dượng của Józef Swięcicki, người đã thiết kế vô số khu nhà ở Bydgoszcz, đặc biệt là khách sạn "Pod Mitchem", ở số 63 đường Gdanska hoặc số 1-3 đường Stary Port

## Kiến trúc và đặc điểm
Khách sạn có phong cách chiết trung, nổi bật như một ngôi nhà tư sản quyến rũ và giàu có từ thời kỳ belle époque.
Cứ vài tháng là tổ chức triển lãm của các nghệ sĩ, buổi hòa nhạc và gặp gỡ với những người nổi tiếng. Khách sạn tự hào về chiếc limousine cổ xưa với tài xế mặc y phục riêng, ngày nay đã trở thành một biểu tượng của tổ chức.
Khách sạn "Bohema", kể từ năm 2008, là khách sạn năm sao duy nhất trong Kuyavian-Pomeranian Voivodeship.
Tòa nhà đã được đăng ký trong Danh sách Di sản của Kuyavian-Pomeranian N ° 722475 Reg. A / 1385, vào ngày 16 tháng 9 năm 2008

## Bộ sưu tập

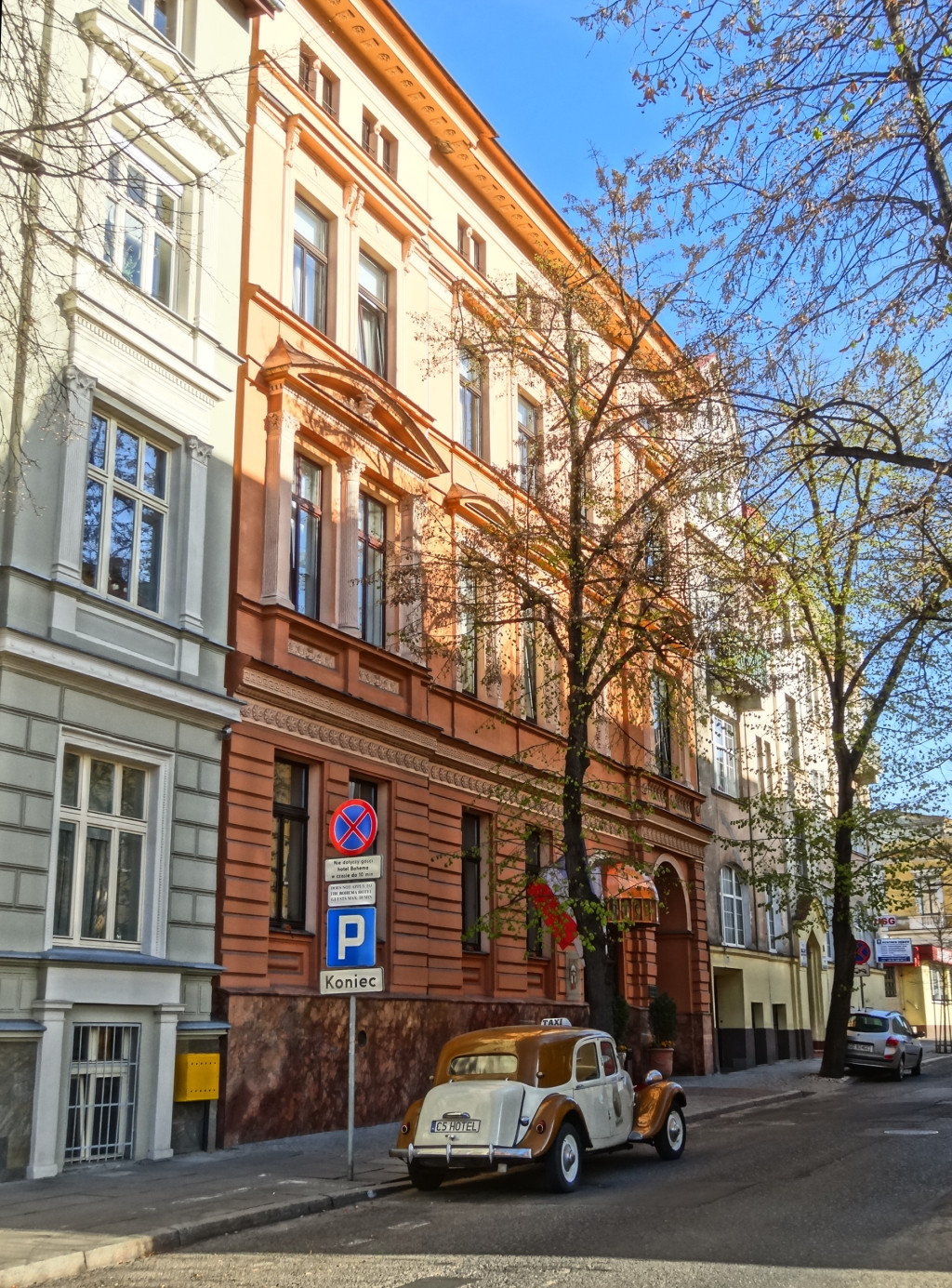
Nhìn từ đường phố, với chiếc limousine cổ đỗ ở phía trước
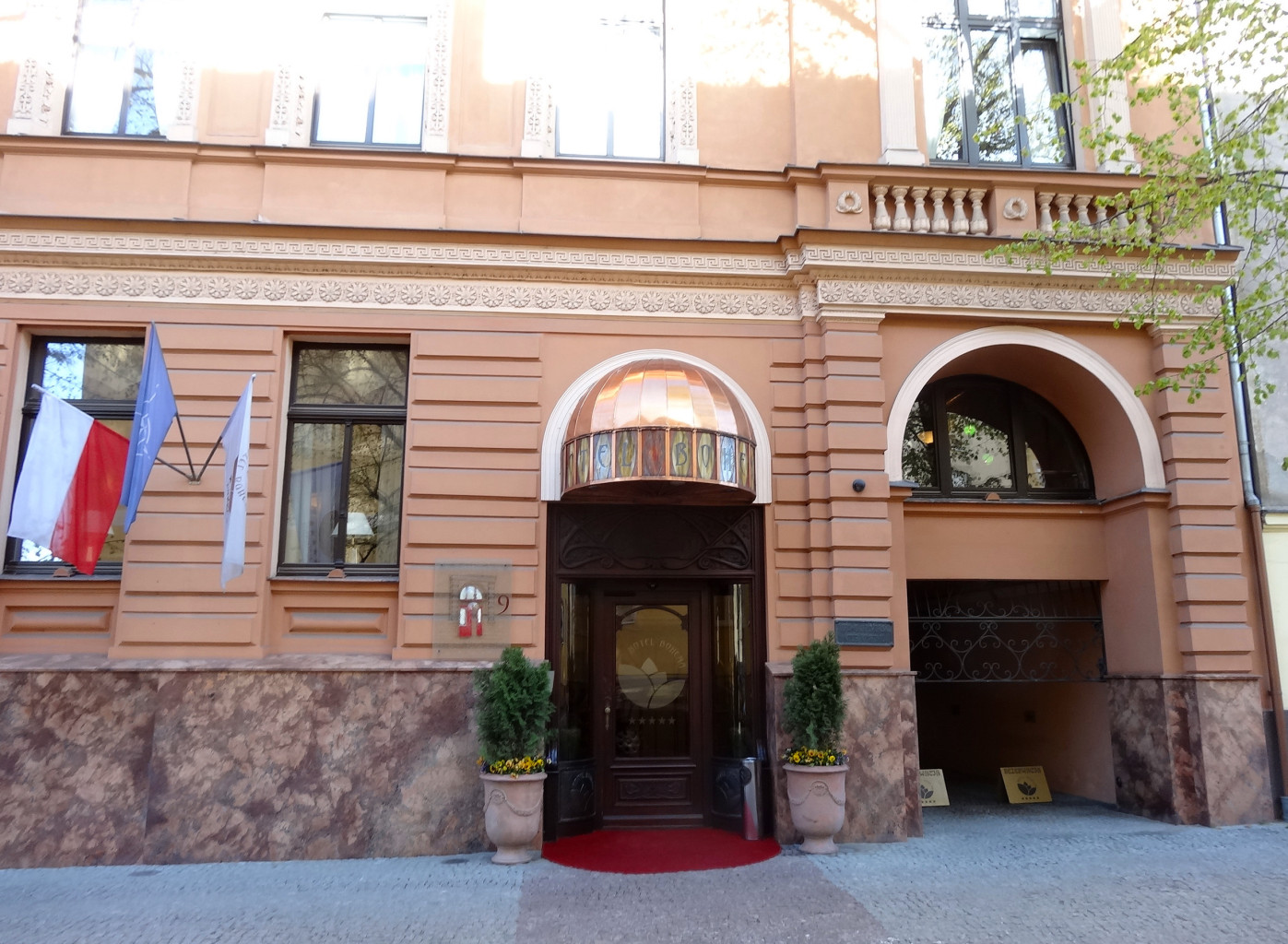
Lối vào chính
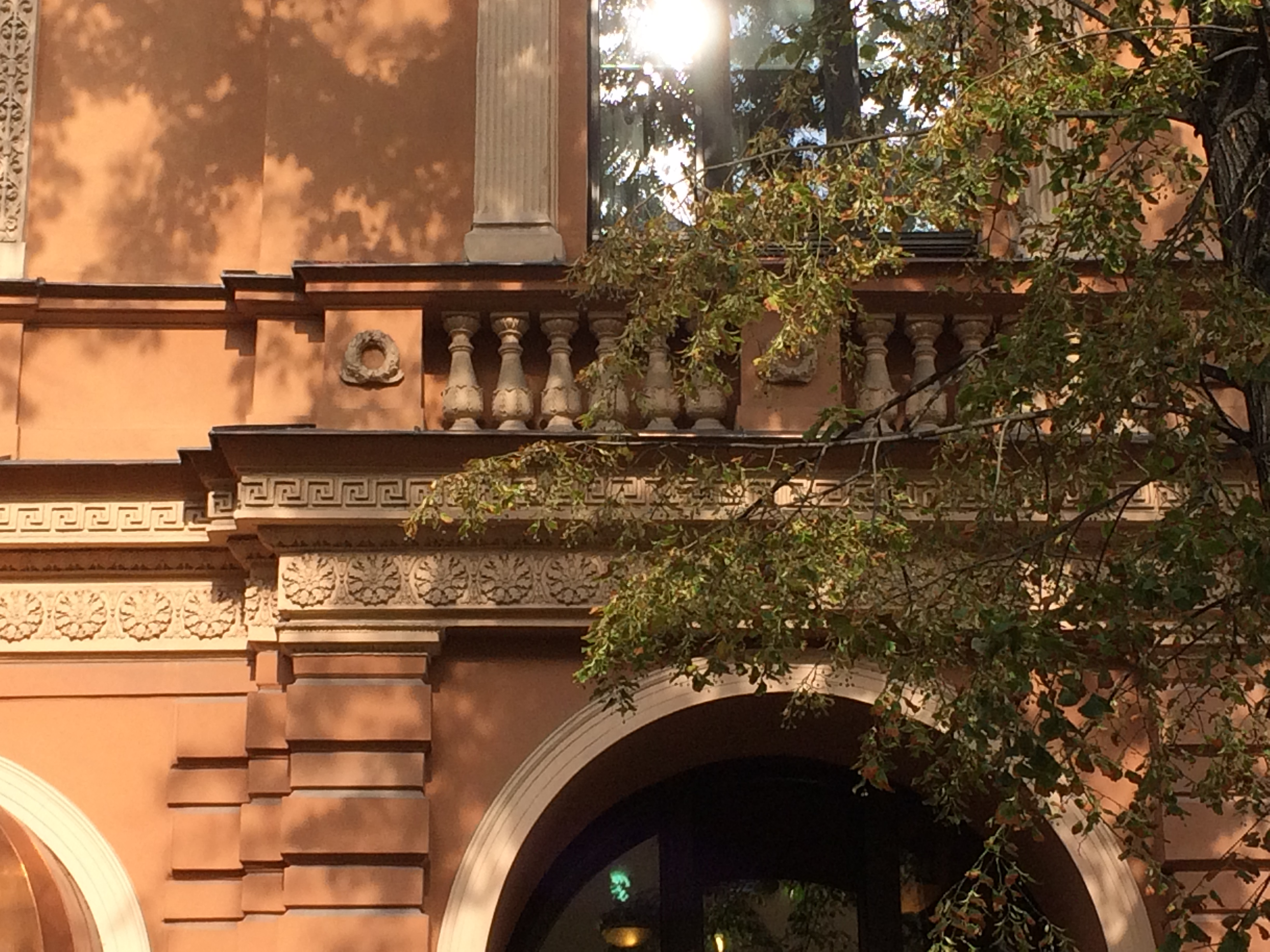
Lan can
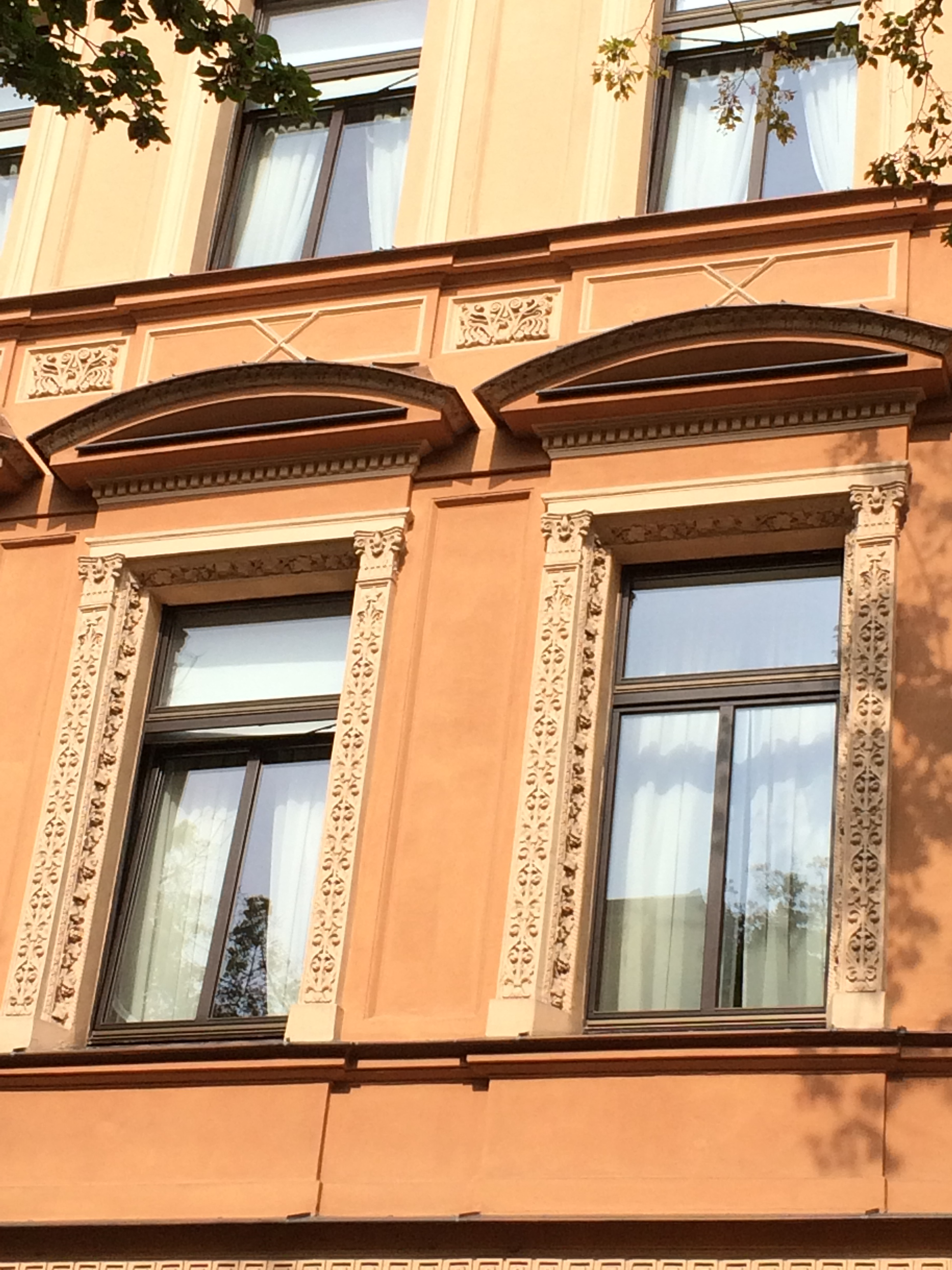
Họa tiết
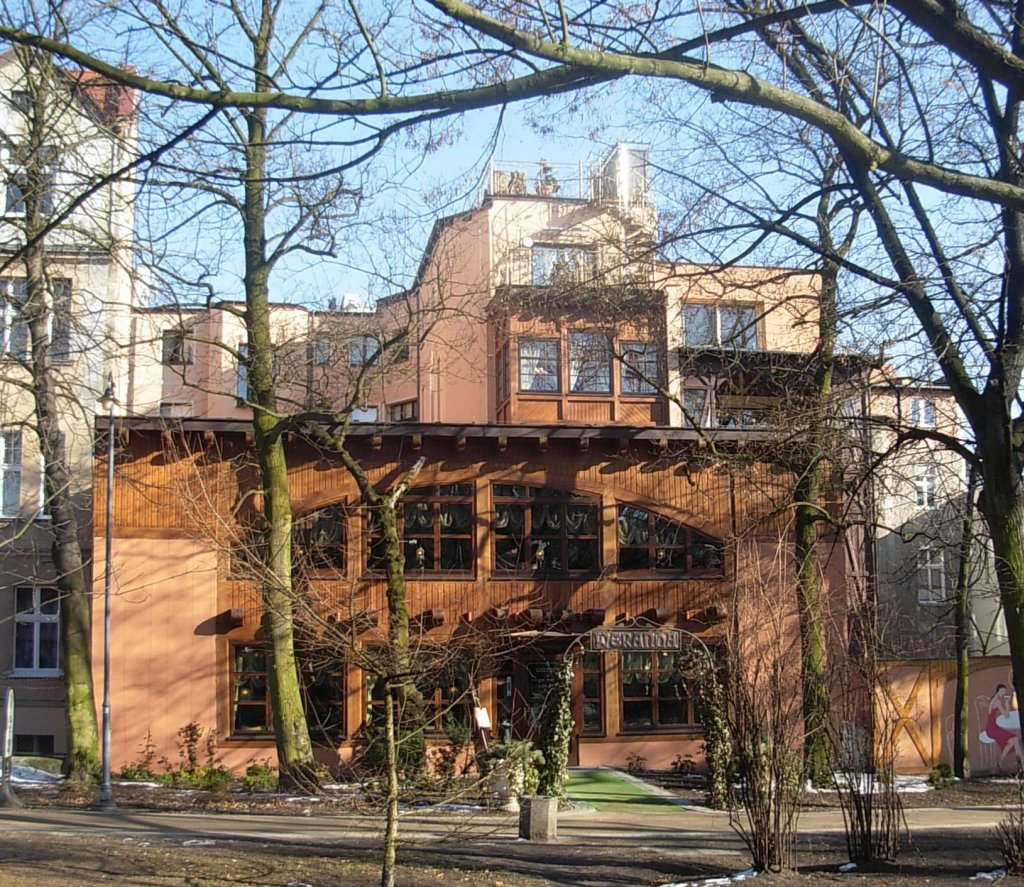
Nhìn từ công viên
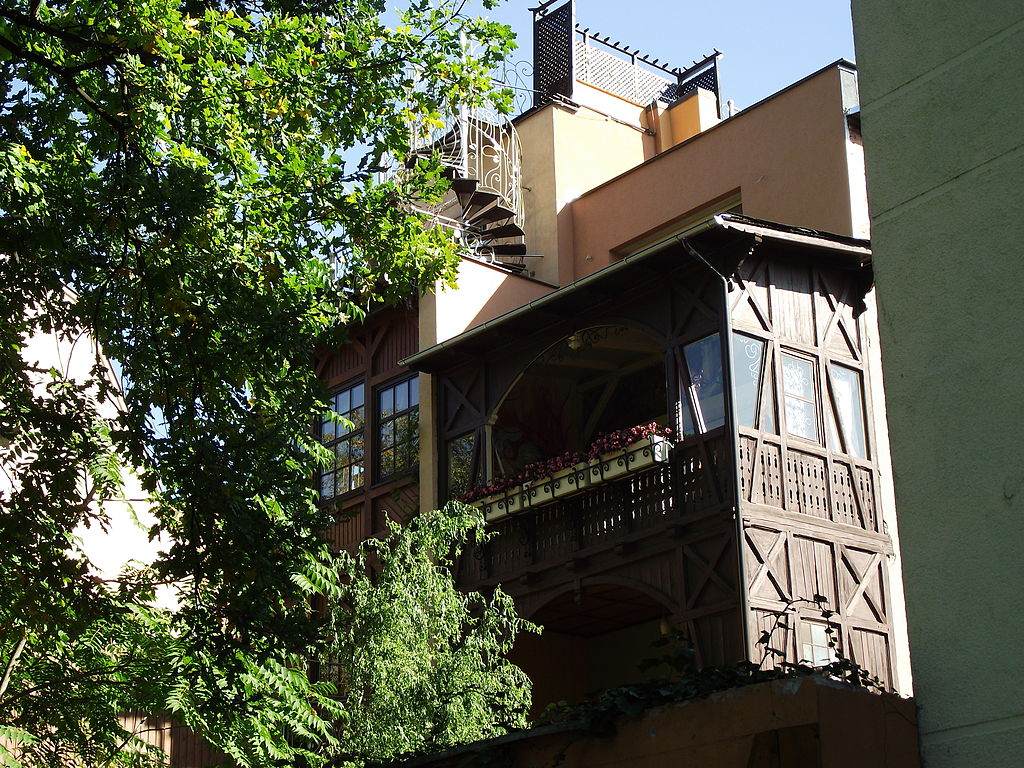
Ban công gỗ